# Джалпайгури
Джалпайгури (англ. Jalpaiguri, бенг. জলপাইগুড়ি) — город в индийском штате Западная Бенгалия. Административный центр округа Джалпайгури. Средняя высота над уровнем моря — 89 метров. По данным всеиндийской переписи 2001 года, в городе проживало 100 212 человек, из которых мужчины составляли 50 %, женщины — соответственно 50 %. Уровень грамотности взрослого населения составлял 80 % (при общеиндийском показателе 59,5 %). Уровень грамотности среди мужчин составлял 83 %, среди женщин — 75 %. 9 % населения было моложе 6 лет.